# Marmosa àgil
La marmosa àgil (Gracilinanus agilis) és una espècie d'opòssum de Sud-amèrica. Viu a l'Argentina, Bolívia, el Brasil, el Perú, el Paraguai i l'Uruguai.